# Stradivari Quartett
Das Stradivari Quartett  (Eigenschreibweise StradivariQuartett) ist ein Streichquartett, das sein Debüt beim ersten Konzert der Saison an der Tonhalle Zürich am 18. September 2007 hatte. Das Quartett spielte bis 2017 auf vier Instrumenten des Geigenbauers Antonio Stradivari aus der Sammlung der Stiftung Habisreutinger. Derzeit spielen noch zwei der vier Mitglieder auf Stradivaris.

## Besetzung
Die Besetzung besteht aus mehrfach preisgekrönten Musikern, die neben dem Quartett in renommierten Orchestern wie dem Tonhalle-Orchester Zürich, dem Opernhaus Zürich oder der Ars Amata Zürich spielen.
Gründungsformation:
- Bartek Nizioł (1. Violine)
- Elisabeth Harringer (2. Violine)
- David Greenlees (Bratsche)
- Maja Weber (Violoncello), Gründerin

Aktuelle Formation:
- Wang Xiaoming (1. Violine), Mitglied seit 2010
- Stefan Tarara (2. Violine), Mitglied seit 2022
- Lech Antonio Uszynski (Bratsche), Mitglied seit 2010
- Maja Weber (Violoncello)

## Instrumente
Das Stradivari Quartett spielte anfangs ausschliesslich auf Stradivari-Instrumenten. Die vier Instrumente gehören der Schweizer Stradivari-Stiftung Habisreutinger und wurden im September 2007 als Leihgaben dem Stradivari Quartett zur Verfügung gestellt. Zuvor waren sie seit 1999 dem von Maja Weber und Anna Brunner gegründeten Amar Quartett überlassen worden. Im Herbst 2017 vergab die Stradivari-Stiftung Habisreutinger zwei der vier Instrumente anderweitig. Somit spielen derzeit noch zwei Mitglieder des Stradivari Quartetts (Wang Xiaoming und Maja Weber) auf Stradivaris der Stiftung Habisreutinger.

### Violine „Aurea“
Das Instrument wurde 1715 von Stradivari hergestellt. Seine Geschichte ist bis ins 19. Jahrhundert hinein unbekannt, als sie in den Besitz des Geigers Prof. Bartl kam, der sie für das Rechtsspiel umbauen liess und 40 Jahre spielte. Im Jahr 1909 wurde sie von ihrem neuen Besitzer in den ursprünglichen Zustand versetzt und ist seitdem wieder links zu spielen.
Im Stradivari Quartett wurde die „Aurea“ bis August 2019 von Wang Xiaoming gespielt.

### Violine „King George“
Die Geige wurde im Jahr 1710 gefertigt und nach dem britischen König George I. benannt, in dessen Besitz sie sich befand. Das Instrument wurde bis 1815 von König Georg III. gespielt, der sie als Geschenk an einen schottischen Offizier übergab. Dieser fiel am 18. Juli 1815 bei der Schlacht bei Waterloo, in der Satteltasche seines Pferdes wurde die unversehrte Geige gefunden.
Im Stradivari Quartett wurde die „King George“ zuletzt von Sebastian Bohren gespielt. Derzeit wird sie von Yukiko Ishibashi gespielt.

### Viola „Gibson“
Dieses Instrument aus dem Jahr 1734 ist die wahrscheinlich letzte Viola Stradivaris, der bei ihrem Bau bereits 90 Jahre alt war. Die Viola, die als einzige einen nach der Schwarte geschnittenen Boden aufweist, gilt als eines der am besten erhaltenen Beispiele für Stradivaris Kunstfertigkeit und ist eine von nur 9 noch existierenden Violen des Baumeisters. Sie ist heute nach ihrem ehemaligen Besitzer, dem Geiger George Alfred Gibson (1849–1924), benannt.
Im Stradivari Quartett wurde die „Gibson“ bis 2017 von Lech Antonio Uszynski gespielt. Uszynski spielt seit 2017 auf einer Viola von Hendrick Willems aus dem Jahr 1690.

### Violoncello „Bonamy Dobree-Suggia“
Dieses 1717 gebaute Cello ist nach zwei ihrer Vorbesitzer, Professor Bonamy Dobree (1891–1974) und der Cellistin Guilhermina Suggia, der Lebensgefährtin von Pau Casals, benannt. In der Londoner Tate Gallery befindet sich ein Porträt von Sir August John, das Suggia mit ihrem Cello zeigt.
Im Stradivari-Quartett wurde das „Bonamy Dobree-Suggia“ bis August 2019 von Maja Weber gespielt.

## Auftritte
Debüt-Tournee
Das Konzertprogramm der Debüt-Tournee im November 2007 umfasste Werke von Joseph Haydn, Bedřich Smetana und eine Uraufführung des Streichquartetts Nr. 5 (Fantastic Tales) des schweizerischen Komponisten Daniel Schnyder. Stationen dieser Tournee durch die Länder Deutschland, Tschechien, Ungarn und Österreich waren:
- München, Residenz, 10. November 2007
- Berlin, Philharmonie, 11. November 2007
- Prag, Rudolfinum, 13. November 2007
- Budapest, Alte Musikakademie, 14. November 2007
- Eisenstadt, Schloss Esterhazy, 15. November 2007
- Salzburg, Mozart-Wohnhaus, 16. November 2007
- Wien, Konzerthaus, 17. November 2007

Weitere Auftritte (Auswahl)
- Vitznau, Stradivari Summit, 8.–12. Mai 2008
- New York, Metropolitan Museum of Art, 22. Januar 2009[7]
- Chur (Graubünden), Theater Chur, 3. April 2012
- China-Tour, 9.–12. Mai 2012[8]
- Korea-Tour, 23.–27. April 2016
- Hamburg, Elbphilharmonie, 18. September 2017
- Wien, Konzerthaus, 16. September 2018

## Diskografie
- 2007: Weihnachtsrosen
- 2015: Wolfgang Amadeus Mozart, Preußische Quartette
- 2018: Robert Schumann, Streichquartette op. 41
- 2018: Franz Schubert, Streichquartett G-Dur und Streichquartettsätze D 103 und D 703